# Église orthodoxe antiochoise St. George
Église orthodoxe antiochoise St. George (engelska: St. George Antiochian Orthodox Church) är en kyrka i Villeray i Montréal i Kanada. Den byggdes åren 1939–1940, och ritades av arkitekt Raoul Gariepy. Den blev National Historic Site of Canada år 1999.